# Guernseys flag
Guernseys flag blev indført i 1985, og består af et rødt georgskors på hvid bund, med et guldkors i midten. Guldkorset er et symbol for Vilhelm af Normandiet, som skal have ført et hvidt flag med guldkors under slaget ved Hastings.
Fra 1936 til 1985 brugte Guernsey Englands flag, der er hvidt med et rødt georgskors, som statsflag.
Handelsflaget tilsvarer det britiske Red Ensign, med Guernseys guldkors indsat.

## Eksternt link
- Bailiwick of Guernsey på Flags of the  World

- Wikimedia Commons har flere filer relateret til Guernseys flag

| Flag | Spire Denne artikel om flag eller vexillologi er en spire som bør udbygges. Du er velkommen til at hjælpe Wikipedia ved at udvide den. |